# Eishockey-Bayernliga 1979/80
Die Eishockey-Bayernliga 1979/80 wurde unter dem Dach des „Bayerischen Eissportverbandes“ (BEV) organisiert und ist die höchste Spielklasse des Landesverbandes Bayern. Die Bayernliga war nach der Bundesliga, der 2. Bundesliga, Oberliga und Regionalliga eine der fünfthöchsten Spielklassen im deutschen Eishockey.

## Saisonverlauf
Die Eishockey-Bayernliga 1979/80 war die zwölfte Ausspielung dieser Liga. Meister und Aufsteiger in die Regionalliga Süd 1980/81 wurde der SV Bayreuth. Meister und Vizemeister EC Geisenhausen waren für die Aufstiegsrunde zur Regionalliga qualifiziert, bei der sich der SV Bayreuth durchsetzen konnte. Am Ende der Saison haben sich der EC Geisenhausen, ESC Holzkirchen und TSV Hopferau aus der Liga zurückgezogen.

### Modus
Die zwölf Teilnehmer spielten eine Hin- und Rückrunde. Platz eins wurde Bayerischer Meister. Die Plätze eins und zwei waren für die Aufstiegsrunde zur Regionalliga Süd 1980/81 qualifiziert. Absteiger gab es in dieser Saison nicht, nur drei Rückzieher.

## Teilnehmer
Nicht mehr dabei waren die Auf- und Absteiger der Vorsaison. Neu hinzukamen  die Aufsteiger  (N) aus den Landesligen. Der SV Hohenfurch war Absteiger aus der Regionalliga, zog sich aber in die Landesliga zurück.
| - SV Gendorf - SV Bayreuth - TSV Hopferau (R) | - ERSC Amberg - TSV Schliersee - EC Geisenhausen (R) | - EHC Waldkraiburg - EV Berchtesgaden - SC Memmingen (Aufsteiger) | - ERV Schweinfurt (Aufsteiger) - EC Holzkirchen (Aufsteiger) (R) - TSV Marktoberdorf (Aufsteiger) |

### Meisterrunde
|    | Mannschaft            | Sp | Tore    | Diff. | Pkte |
| -- | --------------------- | -- | ------- | ----- | ---- |
| 1. | SV Bayreuth           | 22 | 208:82  | +126  | 43   |
| 2. | EC Geisenhausen (R)   | 22 | 152:97  | +55   | 37   |
| 3. | VfL Waldkraiburg      | 22 | 156:91  | +65   | 31   |
| 4. | ERSC Amberg           | 22 | 131:121 | +10   | 29   |
| 5. | TSV Marktoberdorf (N) | 22 | 130:132 | −2    | 21   |
| 6. | EC Holzkirchen (N R)  | 22 | 97:107  | −10   | 21   |
| 7. | EV Berchtesgaden      | 22 | 92:92   | 0     | 18   |
| 8. | SC Memmingen (N)      | 22 | 88:133  | −45   | 16   |
| 9. | SV Gendorf            | 22 | 70:92   | −22   | 16   |
| 10 | TSV Hopferau (R)      | 22 | 66:96   | −30   | 16   |
| 11 | ERV Schweinfurt (N)   | 22 | 81:159  | −78   | 8    |
| 12 | TSV Schliersee        | 22 | 70:139  | −69   | 8    |

- (N) = Neu in der Liga (R) = Rückzug

 Meister und Aufsteiger  Aufstiegsrundenteilnehmer  Absteiger / Rückzieher  für die Bayernliga 1980/81 qualifiziert
- Bayerischer Meister 1979/80 wurde der SV Bayreuth.

## Aufstiegsrunde
An der vom DEB ausgerichteten Aufstiegsrunde zur Regionalliga Süd 1980/81 nahmen Meister und Vizemeister der Bayernliga und Meister Baden-Württemberg teil.
|    | Mannschaft                        | Sp | Tore  | Diff. | Pkte |
| -- | --------------------------------- | -- | ----- | ----- | ---- |
| 1. | SV Bayreuth (Bayern 1)            | 3  | 39:22 | +17   | 8    |
| 2. | EC Geisenhausen (Bayern 2)        | 3  | 11:29 | +2    | 4    |
| 3. | FC Konstanz (Baden-Württemberg 1) | 3  | 24:43 | −19   | 0    |

 Aufsteiger zur Regionalliga Süd 1980/81